# Rich Kids
Rich Kids war eine kurzlebige britische Rockband, die im Frühjahr 1977 in London von dem Bassisten Glen Matlock nach dessen Ausscheiden bei den Sex Pistols gegründet wurde.

## Geschichte
Der Manager der Sex Pistols Malcolm McLaren schickte am 28. Februar 1977 ein Telegramm an den New Musical Express, in dem er die Trennung Matlocks von den Sex Pistols verkündete. Matlock reagierte auf das Telegramm mit der Ankündigung, eine neue Band namens Rich Kids zu gründen, um seine eigenen musikalischen Vorstellungen zu verwirklichen. Im Mai 1977 bestand die Gruppe neben Matlock aus Rusty Egan am Schlagzeug und Steve New an der Gitarre. Steve New war 1975 etwa einen Monat lang Gitarrist bei den Sex Pistols gewesen und somit für Matlock kein Unbekannter. Die Rich Kids suchten nach einem Sänger. Zeitweise waren Paul Weller, Howard Devoto, Kevin Rowland und Mick Jones im Gespräch. Mick Jones, der vorher bei The Clash war, spielte auch für ein paar Auftritte bei den Rich Kids mit. Er war jedoch mit der Entwicklung der Band unzufrieden und ging zu den Clash zurück. Letztendlich wurde Midge Ure als Sänger verpflichtet. Ure wurde im Jahr 1975 schon einmal von Malcolm McLaren als Sänger für die Sex Pistols umworben. Er hatte McLaren damals abgesagt, weil er in der Teenager-Popgruppe Slik gebunden war. Die hatte sich inzwischen aufgelöst und Ure konnte im Oktober 1977 den Rich Kids beitreten. Im gleichen Monat unterzeichnete die nun komplettierte Band einen Plattenvertrag bei EMI. Glen Matlock hatte schon einmal mit den Sex Pistols bei EMI unter Vertrag gestanden, den die EMI mit wirtschaftlichen Verlusten im Januar 1977 annullierte. Die Überschneidungen mit der Vergangenheit Matlocks bei den Sex Pistols interpretierte Jon Savage als nachträgliche Reaktion auf die Entscheidungen von Malcolm McLaren, der Steve New ablehnte, Midge Ure nicht gewinnen konnte und an EMI scheiterte.
Während ihrer kurzen Karriere von März 1977 bis Dezember 1978 veröffentlichte Rich Kids ein Album und drei Singles. Die erste Single Rich Kids erreichte Platz 24 in den britischen Charts. Die zwei darauffolgenden Singles konnten an diesen Erfolg nicht anknüpfen. Das Album Ghosts Of Princes In Towers erreichte Platz 51 und hielt sich nur eine Woche in den Charts. Für das Album unterstützte Ian McLagan von den Small Faces die Band bei einigen Stücken. Der Kritiker Adrian Thrills beklagte im britischen Sounds-Magazin vom 2. August 1978 den dumpfen Klang der Produktion von Mick Ronson.
Schon vor der Veröffentlichung des Albums gab es innerhalb der Band Diskussionen über den Inhalt. Matlock und Steve New waren mit dem poppigeren Material, das Midge Ure beisteuerte, nicht einverstanden. Midge Ure verteidigte seine Stücke vehement und argumentierte mit seiner langjährigen Erfahrung im Musikgeschäft. Als Folge driftete die Band auseinander. Im Frühjahr 1979 gründeten Matlock und New eine neue Band, die sich zunächst Jimmy Norton's Explosion und später The Spectres nannte. Rusty Egan und Midge Ure schlossen sich der New-Romantic-Szene an und gründeten mit Steve Strange die Band Visage. Die offizielle Auflösung der Rich Kids wurde erst Mitte 1979 verkündet.
Rich Kids zählte zu den ersten britischen Vertretern des Power Pop – ein Retrostil, der beeinflusst war von Gruppen der 1960er Jahre wie Small Faces oder The Who und mit modernen Produktionstechniken und der Energie des Punk ausgestattet wurde. Dabei distanzierte sich die Band jedoch bewusst von der Punkszene.
Die Band gab am 7. Januar 2010 in der O2-Academy in Islington ein Konzert, um den an Krebs erkrankten Steve New zu unterstützen. Steve New erlag am 24. Mai 2010 seinem Krebsleiden.

## Diskografie

### Singles
- Rich Kids / Empty Words (Januar 1978, #24 UK)
- Marching Men / Here Comes the Nice (live) (März 1978)
- Ghosts of Princes in Towers / Only Arsenic (August 1978)

### Alben
- Ghosts Of Princes In Towers (August 1978, produziert von Mick Ronson, #51 UK)
- Burning Sounds (1998, EMI) Kompilationsalbum
- Best of the Rich Kids (2003, EMI) Kompilationsalbum